# 南赵庄二仙庙
南赵庄二仙庙，位于山西省晋城市高平市南城街道南赵庄村，是一处山西省文物保护单位。

## 保护
2021年8月4日，南赵庄二仙庙公布为第六批山西省文物保护单位，古建筑类，编号6-205。